# Shareefa
Shareefa Faradah Cooper (Newark, 12 marzo 1984) è una cantante statunitense.

## Biografia
Nata a Newark nel New Jersey e cresciuta a Charlotte nella Carolina del Nord, nel 2005 Shareefa ha firmato un contratto con la Disturbing tha Peace, l'etichetta discografica fondata dal rapper Ludacris facente parte del gruppo della Def Jam Recordings. A dicembre 2005 è uscito un album collaborativo ad opera degli artisti facenti parte dell'etichetta, intitolato Disturbing tha Peace, dove Shareefa è presente su due tracce: I'll Be Around e Family Affair.
A luglio 2006 è uscito Need a Boss, il singolo di debutto di Shareefa in collaborazione con Ludacris, che ha raggiunto il 62º posto nella classifica statunitense. Il brano ha anticipato l'album Point of No Return, uscito il 24 ottobre 2006, che è entrato alla 25ª posizione nella classifica degli album più venduti negli Stati Uniti con 37 000 copie vendute nella prima settimana. Il mese successivo dall'album è stato estratto un secondo singolo, Cry No More, che non è riuscito ad entrare in classifica. La cantante ha successivamente iniziato a lavorare al secondo album, che si sarebbe dovuto intitolare The Secret, ma che non ha mai visto la luce del giorno.

## Discografia

### Album
- 2006 - Point of No Return

### Mixtape
- 2010 - The Misunderstanding of Shareefa

### Singoli
- 2006 - Need a Boss (feat. Ludacris)
- 2006 - Cry No More
- 2010 - By My Side (feat. Rick Ross)
- 2010 - Should I Stay?
- 2013 - They Gon Learn
- 2015 - Reloaded
- 2017 - Boy Bye